# 川北一朗
川北一朗（かわきた いちろう）は、日本の実業家。大阪府東大阪市出身。

## 人物・来歴
文具、ランチグッズ、化粧雑貨、生活雑貨、ベビー・キッズ商品のOEM等を主に手がける株式会社カワキタの代表取締役社長。